# Endotélio

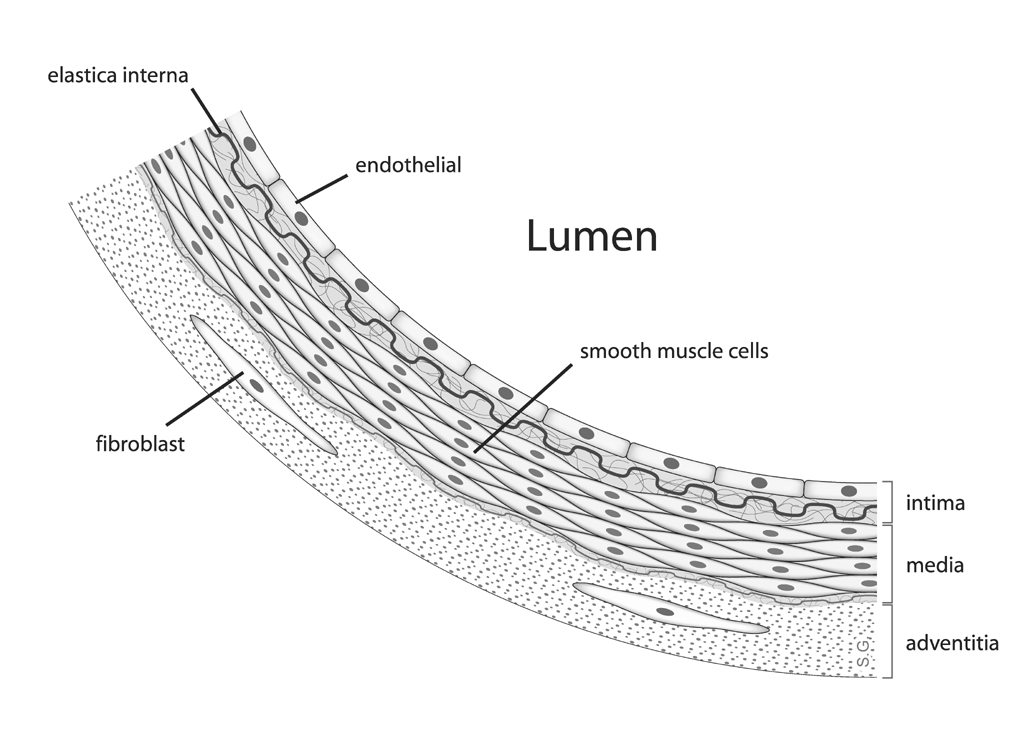

O endotélio é a camada fina de tecido epitelial que reveste a parede interna de todos os vasos sanguíneos, desde o coração até os capilares, assim como dos vasos linfáticos. O tecido endotelial, que antes era apenas considerado uma simples barreira biológica, atualmente é reconhecido por desempenhar múltiplas funções, como a troca capilar, secreção de substâncias e regulação da pressão arterial. Por sua complexidade, alguns biólogos consideram o endotélio um sistema fisiológico separado

## Classificação

#### Origem embrionária
As células epiteliais que formam o endotélio têm origem embrionária mesodérmica e também ectodérmica, especificamente do neuroectoderma. Vasos pequenos constituídos de endotélio e lâmina basal dão origem aos vasos sanguíneos e linfáticos, com a adição mais tarde de tecido conectivo e músculo liso por influência de sinais das próprias células endoteliais. As células endoteliais são originadas em locais específicos no embrião inicial a partir de células precursoras que também dão origem a células do sangue. A partir desses locais, as células endoteliais embrionárias iniciais migram, proliferam e se diferenciam para formar os primeiros rudimentos de vasos sanguíneos. O crescimento e a ramificação subsequente dos vasos por todo o corpo ocorrem, principalmente, por proliferação e movimento das células endoteliais desses primeiros vasos, em um processo chamado de angiogênese.
No fim da segunda semana, a nutrição do embrião é obtida do sangue materno, por difusão através do celoma extra-embrionário e do saco vitelino. No início da terceira semana, iniciam-se a vasculogênese e a angiogênese, ou formação de vasos sangüíneos, no mesoderma extra-embrionário do saco vitelino, do pedículo do embrião e do córion. Os vasos sangüíneos do embrião começam a se desenvolver cerca de dois dias mais tarde. A formação inicial do sistema cardiovascular está correlacionada com a necessidade urgente dos vasos sangüíneos de trazer oxigênio e nutrientes para o embrião a partir da circulação materna, através da placenta.
Durante a terceira semana, desenvolve-se o primórdio de uma circulação uteroplacentária.  A formação do sistema vascular do embrião envolve dois processos: a vasculogênese e a angiogênese. A vasculogênese é a formação de novos canais vasculares pela reunião de precursores celulares individuais chamados angioblastos. A angiogênese é a formação de novos vasos pela ramificação de vasos preexistentes. A formação dos vasos sangüíneos (vasculogênese) no embrião e nas membranas extra-embrionárias durante a terceira semana pode ser resumida da seguinte maneira: células mesenquimais (derivadas do mesoderma) se diferenciam em precursoras de células endoteliais — os angioblastos (células formadoras de vasos), que se agregam e formam grupos de células angiogênicas — as ilhotas sangüíneas, que são associadas ao saco vitelino ou cordões endoteliais do embrião; dentro das ilhotas, fendas intercelulares confluem, formando pequenas cavidades; os angioblastos se achatam, tornando-se células endoteliais, que se dispõem em torno das cavidades e formam o endotélio. essas cavidades revestidas por endotélio logo se fundem para formar redes de canais endoteliais (vasculogênese); vasos avançam para áreas adjacentes por brotamento endotelial e se fundem com outros vasos.
As células sangüíneas desenvolvem-se a partir de células endoteliais dos vasos à medida que eles se desenvolvem nas paredes do saco vitelino e do alantóide, no fim da terceira semana. A formação do sangue (hematogênese) só começa na quinta semana. Ela ocorre primeiro em várias partes do mesênquima do embrião, principalmente no fígado, e, mais tarde, no baço, na medula óssea e nos linfonodos. Os eritrócitos fetais e adultos derivam de diferentes células progenitoras hematopoiéticas (hemangioblastos). As células mesenquimais que circundam os vasos sangüíneos endoteliais primitivos diferenciam-se nos elementos musculares e conjuntivos dos vasos.

#### Histologia
O endotélio é um epitélio de revestimento simples pavimentoso, que está presente no revestimento de vasos sanguíneos e do coração. O tecido endotelial forma uma barreira semipermeável interposta entre o plasma sanguíneo e o fluido intersticial, sendo diferenciado para mediar e monitorar as trocas bidirecionais de pequenas moléculas e restringir o transporte de macromoléculas.
O endotélio não é apenas uma barreira entre o plasma sanguíneo e os constituintes da parede muscular, mas é também um órgão endócrino, parácrino e autócrino metabolicamente ativo com capacidade de liberar substâncias que influenciam a musculatura local, além de apresentar respostas na inflamação e coagulação.

#### Citologia
Historicamente, a célula endotelial foi um dos primeiros tipos de células a ser cultivada. Em 1921, Lewis cultivou células endoteliais extraídas de tecidos e observou a sua capacidade de formar vasos.
As células endoteliais tem como precursor o hamangioblasto, células que formam agregados celulares, chamados de ilhotas sanguíneas, e que na periferia se diferenciam em células endoteliais, enquanto que no centro essas células se diferenciarão em células hematopoiéticas.
As células endoteliais são geralmente achatas e dispostas em uma única camada. Elas apresentam-se justapostas, com pouca substância extracelular e com eixo orientado em direção do fluxo sanguíneo. Possuem o núcleo saliente e central, e se encontram em locais do corpo em que não é necessária muita resistência mecânica.
Entre as células endoteliais e o tecido conjuntivo encontra-se a lâmina basal, que reveste o endotélio e tem entre suas funções a regulação da proliferação e diferenciação celular.
O núcleo da célula endotelial, usualmente se projeta para dentro da luz capilar, em direção ao fluxo sanguíneo, seu citoplasma tem poucas organelas, sendo estas representadas por um pequeno aparelho de Golgi, mitocôndrias e polirribossomos livres e algumas cisternas de retículo endoplasmático rugoso. Porém, as células endoteliais são heterogêneas e podem variar em função, fenótipo, composição antigênica, propriedades metabólicas, e em suas respostas aos fatores de crescimento.
As células endoteliais que revestem os microvasos são achatadas e alongadas, enquanto que o revestimento em grandes vasos é longitudinal, podendo ambos os tipos de células também ser encontradas ao mesmo tempo. Endotélio contínuo é uma característica dos vasos do cérebro, retina e capilares musculares, enquanto endotélio fenestrado é encontrado na glândula endócrina e no rim. As células endoteliais das artérias são mais espessas do que as dos capilares e veias.
O endotélio é um revestimento que permite a passagem de moléculas, e sua membrana é especializada para permitir uma efetiva capacidade de comunicação entre as células endoteliais e as células da parede vascular.
O endotélio tem uma estrutura simples, mas sua funcionalidade é bem ampla, sendo responsável por processos como homeostase, angiogênese, regulação da pressão arterial e inflamação.

## Fisiologia

#### Função Secretora
O endotélio sintetiza e secreta diversas substâncias vasodilatadoras e vasoconstritoras. Acerca dessas moléculas, estão em destaque os papéis do óxido nítrico e da endotelina.
O óxido nítrico (NO) é o mais importante vasodilatador secretado pelas células endoteliais. Ele é um gás liberado por células endoteliais saudáveis, em resposta a estímulos, com duração de ação fora da célula endotelial de 6 segundos, agindo como um sinalizador parácrino, isto é, com efeito nos tecidos locais onde é liberado. A síntese do óxido nítrico ocorre pela ação das enzimas óxido nítrico-sintetases do endotélio, que geram NO a partir de arginina e oxigênio ou pela redução de nitratos. O NO atua nas células da musculatura lisa vascular ativando guanilato-ciclases que convertem GTPc em GMPc, o aumento da concentração de GMPc ativa proteinocinases com ações intensas que causam dilatação dos vasos sanguíneos. O estímulo de secreção do NO é o próprio fluxo sanguíneo pelas artérias e arteríolas, que provoca estresse por cisalhamento das células endoteliais, devido à viscosidade do sangue contra as paredes vasculares. Esse cisalhamento distorce as células endoteliais na direção do fluxo, promovendo a liberação de óxido nítrico que dilata principalmente artérias e arteríolas.
A ereção depende do óxido nítrico derivado do endotélio. Ela ocorre quando neurotransmissores liberados pelos nervos pélvicos aumentam a produção endotelial de NO, o qual aumenta o GMPc e resulta na vasodilatação das arteríolas do pênis. A disfunção endotelial, que ocorre no diabetes e na aterosclerose, torna a disfunção erétil uma manifestação precoce das alterações vasculares. Fármacos para tratar a disfunção erétil, como o sildenafil, prolongam os efeitos do óxido nítrico, bloqueando a fosfodiesterase 5 (PDE-5), a enzima que degrada o GMPc.
Os tecidos autorregulam o fluxo sanguíneo em resposta às próprias necessidades. Aumentos da resistência vascular causados, por exemplo, pela ação de vasoconstritores, de metabólitos locais e até da pressão arterial, são contrapostos, localmente, pela secreção de óxido nítrico, que aumenta o fluxo sanguíneo nas arteríolas, ao diminuir a resistência vascular pelo relaxamento da musculatura lisa onde ele é liberado. Tais mecanismos de vasodilatação, e até mesmo os de vasoconstrição, mediados pelo endotélio, fazem parte dos diversos fatores que regulam o fluxo sanguíneo nos tecidos. Esse controle do fluxo sanguíneo tecidual afeta o retorno venoso, e, consequentemente, determina o débito cardíaco, que é a soma de todos os fatores orgânicos que controlam o fluxo sanguíneo local.
Células endoteliais também liberam vasoconstritores. O mais importante deles é a endotelina. O estímulo para a secreção de endotelina é o dano ao endotélio. Após dano grave ao vaso, a liberação de endotelina promove vasoconstrição auxiliando na prevenção de hemorragia de artérias pequenas rompidas por lesão ou esmagamento. As células endoteliais são danificadas pela hipertensão, o que compromete a síntese de óxido nítrico e isso pode contribuir para a piora da hipertensão e do dano endotelial que podem causar lesão e dano vascular em tecidos como os rins, coração e cérebro. Ademais, a endotelina gera vasoconstrição nos rins e diminuição da filtração glomerular; ao contrário, o óxido nítrico diminui a resistência vascular renal, permitindo que os rins excretem quantidades normais de sódio e água. Em indivíduos hipertensos ou com aterosclerose, o dano ao endotélio vascular e a produção prejudicada de óxido nítrico podem contribuir para o aumento da vasoconstrição renal e para a elevação da pressão sanguínea
Além da produção de fatores de relaxamento e de constrição vasculares, células endoteliais da medula secretam citocinas envolvidas na hematopoiese, os chamados fatores estimuladores de colônia (CSFs). Os CSFs induzem a mitose e a maturação das células-tronco para formar células sanguíneas.

#### ECA e Endotélio
A enzima conversora de angiotensina (ECA) está presente na membrana das células endoteliais de todos os vasos sanguíneos. Ela converte a angiotensina I à angiotensina II, um potente vasoconstritor, componente do sistema renina-angiotensina (SRA), uma via que atua na manutenção da pressão arterial.

#### Troca capilar
Os capilares são vasos compostos por uma única camada de células endoteliais sustentadas por uma lâmina basal. A função dos capilares é a troca de líquidos, nutrientes, eletrólitos, hormônios e outras substâncias entre o sangue e o líquido intersticial. Para exercer essa função, as paredes capilares são finas e têm numerosos poros capilares minúsculos permeáveis à água e outras pequenas substâncias moleculares.
Os capilares contínuos têm suas células endoteliais unidas entre si por junções de vazamento. Esses capilares são encontrados nos músculos, tecido conectivo e no tecido neural. Os capilares fenestrados têm grandes poros, os quais permitem a passagem rápida de grandes volumes de fluido entre o plasma e o líquido intersticial. Além desses, a medula, o fígado e o baço têm capilares modificados chamados de sinusoides. Por apresentarem uma grande área de secção transversal total, os capilares apresentam uma velocidade de fluxo sanguíneo muito baixa. Isso é importante, pois permite que a difusão tenha tempo suficiente para atingir o equilíbrio.
Uma vez que o sangue alcança os capilares, o plasma e as células trocam materiais através das finas paredes dos capilares. A troca entre o plasma e o líquido intersticial ocorre por transporte entre as células endoteliais ou por transporte através das células endoteliais. Pequenos solutos movem-se por difusão entre ou através das células. Solutos maiores e proteínas movem-se por transporte vesicular. A taxa de difusão dos solutos é determinada pelo gradiente de concentração entre o plasma e o líquido intersticial. Nos capilares contínuos, as células sanguíneas e a maioria das proteínas plasmáticas são incapazes de atravessar as junções das células endoteliais. Mesmo assim, acontece transporte de macromoléculas através do endotélio por transcitose, um transporte celular por vesículas pinocíticas no endotélio. Outro meio de troca pelos capilares é através do fluxo de massa para dentro e para fora do capilar. Ele é resultado dos gradientes de pressão hidrostática e osmótica. Se a direção do fluxo de massa é para dentro dos capilares, o movimento do líquido é chamado de absorção. Se a direção do fluxo é para fora dos capilares, o movimento do líquido é chamado de filtração. A filtração capilar é causada pela pressão hidrostática que força o líquido a sair dos capilares através de junções celulares. A maioria dos capilares apresenta uma transição da filtração na extremidade arterial para a absorção resultante na extremidade venosa.
Duas forças regulam o fluxo de massa nos capilares. Uma é a pressão hidrostática, o componente de pressão do fluxo sanguíneo que empurra o líquido para fora dos poros dos capilares, e a outra é a pressão osmótica. Essas forças são também chamadas de forças de Starling. A pressão osmótica é determinada pela concentração de solutos em um compartimento. A principal diferença entre os solutos do plasma e do líquido intersticial é devida às proteínas, as quais estão presentes no plasma, porém a maioria está ausente no líquido intersticial. A pressão osmótica criada pela presença dessas proteínas é denominada pressão coloidosmótica, também chamada de pressão oncótica.

#### Diapedese
O endotélio é local da migração de células sanguíneas do sistema imune para os tecidos inflamados.
Depois do início de um processo inflamatório, grande número de neutrófilos invadem a área inflamada. Essa invasão é induzida por citocinas inflamatórias e outros produtos bioquímicos produzidos pelos tecidos inflamados que causam aumento da expressão de selectinas e de moléculas de aderência intracelular (ICAM-1) na superfície das células endoteliais.
Essas moléculas de aderência se ligam a receptores nos leucócitos fazendo com que fiquem aderidos à parede dos capilares e das vênulas. Então, os neutrófilos migram através da parede vascular, por extravasamento, para o local da lesão tecidual.

#### Angiogênese
O processo de desenvolvimento de novos vasos sanguíneos, a angiogênese, tem como origem o endotélio. Os vasos novos surgem como brotações endoteliais a partir das paredes de pequenos vasos existentes. Uma célula endotelial da extremidade, móvel e especializada, localizada na borda de cada broto, estende filopódios que respondem a gradientes de moléculas de controle presentes no ambiente, levando ao crescimento das brotações. As células endoteliais da haste, seguindo atrás, tornam-se escavadas para formar um tubo capilar. Os sinais das células endoteliais organizam o crescimento e o desenvolvimento das células do tecido conectivo que formam as camadas circundantes da parede do vaso.
Após o nascimento e em crianças, o crescimento de vasos sanguíneos é necessário para o desenvolvimento normal. Em adultos, a angiogênese ocorre durante a cicatrização de um ferimento e no crescimento do revestimento uterino após a menstruação. A angiogênese também ocorre com a prática regular de exercícios, aumentando o fluxo sanguíneo para o músculo cardíaco e para os músculos esqueléticos. O crescimento de tumores malignos é um estado patológico que requer angiogênese. Quando as células cancerígenas invadem os tecidos e se multiplicam, elas instruem o tecido hospedeiro a desenvolver novos vasos sanguíneos para nutrir o tumor em crescimento. Sem esses novos vasos, as células do interior de uma massa tumoral seriam incapazes de obter oxigênio e nutrientes adequadamente, e morreriam. A partir dos estudos de vasos sanguíneos normais e células tumorais, os cientistas descobriram que a angiogênese é controlada por um balanço entre citocinas angiogênicas e antiangiogênicas. Fatores de crescimento relacionados, incluindo o fator de crescimento vascular endotelial (VEGF) e o fator de crescimento de fibroblastos (FGF), promovem angiogênese. Esses fatores são mitógenos, ou seja, eles promovem mitose ou divisão celular. Eles são geralmente produzidos por células musculares lisas e pericitos. As citocinas que inibem a angiogênese incluem a angiostatina, feita a partir da proteína plasmática plasminogênio, e a endostatina.

#### Endotélio como parte da barreira protetora hematoencefálica
A barreira hematoencefálica é constituída pela presença das junções endoteliais que controlam a abertura e fechamento coordenada das junções entre célula e célula, o que evita o movimento de solutos por entre as células. Estas junções são compostas de diferentes complexos multiproteicos, como as junções apertadas (JA) e as junções endoteliais aderentes (JEA), principais componentes reguladores da permeabilidade celular. As JÁ consistem em três proteínas integrais de membrana referidas como claudina, ocludina e moléculas de adesão juncional e um número de proteínas citoplasmáticas acessórias, incluindo a zonulaoccludens (ZO) ZO-1, ZO-2 e ZO-3, cigulina e outras proteínas guanilato quinase associadas a membrana. Estas proteínas acessórias conectam as proteínas das membranas à actina para a manutenção da integridade funcional e estrutural do endotélio. As JEA apresentam proteínas de membrana chamadas caderinas, que se unem com a actina via proteínas intermediárias, denominadas cateninas (α, β, Ϫ), para gerar contatos adesivos intercelular e interagir com as JÁ. As células endoteliais presentes no cérebro são apoiadas sobre uma lâmina basal que contem moléculas da matriz extracelular cobrindo aproximadamente 90% da superfície das células endoteliais, também estando envolvida na permeabilidade da barreira hematoencefálica.
Dessa forma, O endotélio capilar usa transportadores e canais de membrana específicos para transportar os nutrientes e outras substâncias úteis do sangue para o líquido intersticial do encéfalo. Outros transportadores de membrana levam os resíduos do líquido intersticial para o plasma. Contudo, algumas poucas áreas do encéfalo não possuem uma barreira hematoencefálica funcional, e seus capilares têm um endotélio permeável, como a maioria dos capilares do resto do corpo. Nessas áreas do encéfalo, a função dos neurônios adjacentes depende, de alguma forma, do contato direto com o sangue.

#### Endotélio como barreira de filtração glomerular no néfron
Quando o sangue atravessa os capilares glomerulares, as substâncias presentes no sangue como água e outros componentes saem do sangue, passam através das células endoteliais e caem no espaço de Bowman, de onde seguem para os túbulos renais. Esse líquido produzido pelo glomérulo é denominado filtrado glomerular e o processo pelo qual ele se formou chama-se filtração glomerular. Nos túbulos renais o filtrado glomerular é processado e transformado em urina.
As substâncias que deixam o plasma precisam passar por três barreiras de filtração antes de entrarem no lúmen tubular: o endotélio do capilar glomerular, uma lâmina basal (membrana basal) e o epitélio da cápsula de Bowman. Os detalhes de como funcionam essas barreiras ainda estão em estudos.
A primeira barreira é o endotélio capilar. Os capilares glomerulares são capilares fenestrados com grandes poros, que permitem que a maioria dos componentes plasmáticos sejam filtrados através do endotélio. Os poros são pequenos o bastante para impedir que as células do sangue deixem o capilar. Proteínas carregadas negativamente, presentes na superfície dos poros, também ajudam a repelir as proteínas plasmáticas carregadas negativamente.
A segunda barreira de filtração é a lâmina basal, uma camada acelular de matriz extracelular que separa o endotélio do capilar do epitélio da cápsula de Bowman. A lâmina basal é constituída por glicoproteínas carregadas negativamente, colágeno e outras proteínas. A barreira atua como uma peneira grossa, excluindo a maioria das proteínas plasmáticas do liquido que é filtrado através dela.
A terceira barreira de filtração é o epitélio da cápsula de Bowman. A porção epitelial da cápsula que envolve cada capilar glomerular é formada por células especializadas, chamadas de Podócitos. Os podócitos possuem longas extensões citoplasmáticas, denominadas pés, ou pedicelos, que estendem a partir do corpo principal da célula.
Esses pedicelos envolvem os capilares glomerulares e se entrelaçam uns com os outros, deixando estreitas fendas de filtração fechadas por uma membrana semiporosa. Essa membrana possui de 100 a 300 nm de espessura e é a principal barreira na filtração glomerular. Ela é formada por sulfato de heparina, ácido siálico, colágeno tipo IV e glicoproteínas aniônicas, dispostas em forma de rede. A membrana da fenda de filtração contém diversas proteínas exclusivas, incluindo a nefrina e a podocina. Essas proteínas foram descobertas por investigadores que buscavam mutações gênicas responsáveis por duas doenças renais congênitas. Nessas doenças, em que a nefrina e a podacina estão ausentes ou anormais, as proteínas passam através da barreira de filtração glomerular para a urina.
A membrana basal glomerular é formada por três camadas: a lâmina rara interna, que aparece na microscopia eletrônica e situa-se próxima às células endoteliais; a lâmina densa, mais escura; e a lâmina rara externa, localiza próxima aos podócitos e de tonalidade mais clara.
Outros constituintes dos glomérulos são as células mesangiais, localizadas entre as alças dos capilares. Elas produzem um material amorfo chamada matriz mesangial e são responsáveis pela sustentação do glomérulo. Além disso, possuem função contrátil, podendo retrair o tufo capilar em situações de isquemia renal.

#### Endotélio como barreira e epitélio de troca pulmonar
Essencialmente, o local onde ocorre as trocas gasosas no pulmão é chamado de alvéolo.
Os alvéolos, agrupados nas extremidades dos bronquíolos terminais, constituem a maior parte do tecido pulmonar. Sua função primária é a troca gasosa entre eles e o sangue.
Cada alvéolo é composto por uma única camada de epitélio. Dois tipos de células epiteliais são encontrados nos alvéolos. Cerca de 95% da área superficial alveolar é utilizada para a troca de gases e é formada por células alveolares tipo I. Essas células são muito delgadas, então os gases se difundem rapidamente através delas. Na maior parte da área de troca, uma camada de membrana basal funde o epitélio alveolar ao endotélio do capilar. Na área restante, somente uma pequena quantidade de líquido intersticial está presente.
A célula alveolar tipo II, menor e mais espessa, sintetiza e secreta uma substância química conhecida como surfactante. Essa substância mistura-se com o líquido fino que reveste o alvéolo para auxiliar os pulmões quando eles se expandem durante a respiração. As células tipo II também ajudam a minimizar a quantidade de líquido presente nos alvéolos, transportando solutos e água para fora do espaço aéreo alveolar.
As paredes finas do alvéolo não contêm músculo, uma vez que as fibras musculares poderiam bloquear a rápida troca gasosa. Como resultado, o tecido pulmonar não pode se contrair. Contudo, o tecido conectivo entre as células epiteliais alveolares contém muitas fibras de colágeno e de elastina que criam a energia potencial elástica quando o tecido pulmonar é estirado.
O íntimo contato entre as células epiteliais e endoteliais estabelece a barreira hemato aérea, que possibilita as trocas gasosas adequadas.

#### Coagulação e hemostasia

##### Funções do endotélio vascular
Um dos fenômenos mais intrigantes da natureza é a fluidez do sangue no interior dos vasos, pois imediatamente fora deste se coagula, passando a estado gel-sólido.
Este fenômeno de formação de coágulo na região lesada do vaso é de extrema importância, impedindo a perda sangue humano. Neste contexto, o endotélio tem função fundamental, promovendo a hemostasia (coagulação-fibrinó-lise), regulando o calibre do vaso e o reparo do tecido lesado.
Seria simples bloquear completamente um vaso sanguíneo danificado, contudo, se o tráfego for bloqueado, as células irrigadas por esse vaso, situada após o ponto do dano, morreriam por falta de oxigênio e nutrientes se o vaso fosse completamente bloqueado.
Esse desafio é complicado pelo fato de que o sangue no sistema está sob pressão. Se o remendo do reparo for muito fraco, ele é rompido pela pressão sanguínea. Por isso, enquanto a ferida é reparada, as enzimas gradualmente dissolvem o coágulo enquanto leucócitos fagocitócitos ingerem e destroem os detritos.

##### Função de hemostasia
A hemostasia é o resultante do equilíbrio entre a trombogênese e a fibrinólise.
A trombose é um fenômeno multifatorial no qual interferem elementos plasmáticos, vasculares e celulares, podendo ser considerada uma forma patológica de mecanismo hemostático fisiológico.
A estrutura, o tamanho e a localização do trombo são influenciados pela natureza do fluxo sanguíneo.
Desta forma, em áreas de fluxo lento, como as veias, predominam os mecanismos de coagulação com formação de fibrina. Enquanto que nas áreas de fluxo rápido, como as artérias, a formação de fibrina. Enquanto que nas áreas de fluxo rápido, como as artérias, a formação de trombo estará relacionado com as artérias, a formação de trombo estará relacionada com a interação das plaquetas a uma superfície vascular lesada, como por exemplo, placas de aterosclerose.
Na partenogênese da trombose arterial destaca-se cinco etapas:
1. Adesão das plaquetas ao subendotélio.
2. Ativação dos receptores de membrana nas plaquetas.
3. Liberação do conteúdo plaquetário.
4. Agregação plaquetária.
5. Formação de trombo fibrinoplaquetário branco- acizentado.

Após a lesão vascular, ficam expostos o colágeno da membrana basal e da microfribilas, aos quais aderem as plaquetas circulantes. Este processo é mediado por substâncias aderentes: fibrinobenio, fibronectina, vitronectina e fator Von Willebrand.
As células endoteliais vasculares intactas convertem seus lipídios de membrana em prostaciclina, um eicosanoide que bloqueia a adesão e agregação plaquetárias. O óxido nítrico, liberado pelo endotélio normal é íntegro, também inibe a adesão das plaquetas. A combinação da atração das plaquetas para o local da lesão e a repulsão da parede normal do vaso cria uma resposta localizada que limita o tampão plaquetário à área danificada.

#### Endotélio e o controle da agregação plaquetária
O endotélio está em constante contato com a corrente sanguínea e com os agentes gerados na mesma, que por sua vez, podem colocar em risco a integridade e a homeostasia dos vasos. Está sendo cada vez mais aceito o conceito que o endotélio representa um mecanismo de defesa contra esses agentes através da expressão de uma série de moléculas, que podem ser liberadas ou expressas na superfície endotelial, sendo algumas expressas em respostas a estímulos e outras constitutivamente, constituindo assim sua função como tromboresistente e vasoprotetor.
O endotélio vascular é capaz de gerar alterações adaptativas, entre elas está a formação de uma superfície não trombogenica que impede a aderência de plaquetas e de outras células sanguínea, e também impede a coagulação sanguínea. Diversos fatores coagulantes, fibrinoliticos e antiplaquetários são responsáveis por essa função.
O tamanho e a localização dos trombos são influenciadas pelo fluxo sanguíneo sendo assim em áreas que o fluxo sanguíneo é lento, por exemplo as veias, irá predominar os mecanismos coagulantes com formação de fibrina. Enquanto em áreas em que o fluxo é rápido, como nas artérias, a formação do trombo estará mais relacionada a interação das plaquetas com um tecido lesado.
Entre moléculas importantes para suprir a ativação plaquetária encontram se a ecto ADPase, que é expressa na superfície endotelial, a prostaciclina e o NO, que são secretados e agem de forma parácrina. A atividade Adpasica do endotélio conferida pela ecto adpase é importante na degradação de ADP proveniente da agregação das plaquetas o que indica o importante papel dessa enzima na limitação da agregação plaquetaria.
A sintese de NO e prostaciclina é mantida constitutivamente por estímulos de força de cisalhamento, mediadores lipídicos, trombina e histamina.
O Óxido Nítrico é produzido no endotélio, possui ação vasodilatadora, inibe adesão e agregação plaquetária, limita o recrutamento vascular de leucócitos, impede a proliferação do músculo liso e inibe a produção do fator tecidual sendo um importante determinante na geração de trombos.
Entre as moléculas que são envolvidas no controle da coagulação sanguínea e estão: a trombomodulina, proteína S, fator de von willebrand e inibidor tecidual ,que são sintetizadas pelo endotélio e se encontram na superfície do endotélio.
As células endoteliais são capazes de produzir uma série de moléculas que agem na inibição da agregação plaquetaria, modulação da fibrinólise, estimulação da tromborresistencia e inibição da coagulação sanguínea. A ativação constante e severa das células endoteliais pode resultar na diminuição da síntese dessas moléculas protetoras com consequente expressão de moléculas proinflamatorias e protromboticas.

## Fisiopatologias
As doenças cardiovasculares consistem de toda patologia que altera a capacidade do músculo cardíaco, vasos sanguíneos, artérias ou veias. A existência prolongada de valores elevados da tensão arterial conduz a alterações nas paredes dos vasos sanguíneos, que interferem no fluxo de sangue e resultam em dor. Além disso, um importante fator de risco de doenças cardiovasculares é a hipertensão visto que, ocorre uma força de compressão sanguínea muito alta contra as artérias, o que dificulta a circulação.
A doença arterial coronariana, por exemplo, caracteriza-se pela insuficiência de irrigação sanguínea no coração, geralmente ocasionada por uma obstrução das artérias coronárias, gerando uma isquemia. A isquemia miocárdica ocorre durante um episódio de angina, um estado em que a irrigação do músculo cardíaco não é suficiente para suprir suas necessidades para a intensidade de trabalho que realiza.
O endotélio vascular consiste em uma monocamada que reveste a parede dos vasos, artérias, veias e câmaras do músculo cardíaco, atuando como uma camada protetora desse sistema, logo, quando o mesmo está obstruído, essa proteção é lesada. Além disso, o endotélio possui funções como: regulação do tônus vagal, modulação da inflamação, promoção e inibição do crescimento vascular e modulação da agregação plaquetária e da coagulação. Ele é responsável pela síntese de fatores vasoconstritores e vasodilatadores, com o oxido nítrico (NO) como um dos fatores relaxantes de maior importância derivados do endotélio.
Em condições normais, e indivíduos sadios, há um tônus vasodilatador moderado e constante, causado pelo NO endotelial se difundindo para as células da musculatura lisa vascular, se a formação basal de NO cessa, aparecerá vasoconstrição. Por outro lado, a baixa formação de NO reduz a perfusão tecidual e promove a formação de trombo, enquanto sua alta formação produz vasodilatação. Diversas doenças, como: as dislipidemias, aterosclerose e a hipertensão arterial sistêmica (HAS) apresentam, em sua gênese e/ou em seus mecanismos fisiopatológicos, alterações na função endotelial. Assim, a disfunção endotelial, caracterizada por menor produção ou biodisponibilidade de NO, é um dos fatores que contribuem para o aparecimento das Doenças Cardiovasculares.
O endotélio, quando agredido por fatores de risco, perde progressivamente sua função fisiológica de proteção, passando a ser fonte de elementos que participam da progressão da aterosclerose. Esses danos modificam funções regulatórias, resultando na disfunção endotelial, alterando a resposta vasodilatadora e reduzindo a atividade antitrombótica, ocasionando alterações estruturais e o dano vascular.
Em indivíduos sem aterosclerose, o efeito predominante da ativação endotelial e liberação de NO é a vasodilatação. O ferimento endotelial e a desnudação resultam na disfunção (vasoconstrição paradoxal em resposta a agentes vasodilatadores), que parece ser o evento inicial para o desenvolvimento da aterosclerose. A disfunção endotelial precede a aparência física da aterosclerose na angiografia.

#### Disfunção endotelial e psoríase
Estudos epidemiológicos e um registro internacional apontaram um aumento de aproximadamente 50% do risco de eventos cardiovasculares neste grupo frente à população geral,marcadamente em pacientes mais jovens. A inflamação sistêmica sustentada desencadeada pela psoríase elevaria a síntese de PCR, de fator de crescimento do endotélio vascular (VEGF), p-selectina, resistina e leptina. Tais proteínas estariam envolvidas como aumento da resistência insulínica, que em última análise intensificaria a disfunção endotelial e estimularia a expressão de moléculas de adesão.
Em 2019, Oliveira et al compararam rigidez arterial por velocidade de onda de pulso, espessamento médio intimal carotídeo, dados para síndrome metabólica e níveis de PCR num coorte de um grupo com psoríase e um grupo controle. Os resultados obtidos fortaleceram a hipótese de que indivíduos com a doença na forma intensa teriam mais síndrome metabólica, PCR elevada e indícios de aterosclerose subclínica (espessamento médio intimal e rigidez arterial aumentada) comparados ao grupo controle.

#### Disfunção endotelial e patologia corneana
Metade das cegueiras corneanas são produzidas pelas doenças do Endotélio. O Endotélio que constitui uma das camadas mais delgadas da córnea possui papel importante na sua fisiopatologia. Seu desfalecimento funcional de acordo com a feliz expressão de “PAU-FIQUE” seja ele agudo ou crônico pode conduzir fatalmente à Cerotopatia edernatósa com perda da transparência da córnea e grande redução da acuidade visual. Em olhos de crianças de maior idade e de adultos os núcleos vão se tornando de forma mais esférica, seu citoplasma aumenta e o arranjo das células não se mostra tão compacto assumindo forma hexagonal normal. Este é o aspecto das células endotelias encontradas dos 6 aos 50 anos de idade. Deve-se salientar que a rede hexagonal tão característica das células endoteliais não se apresenta sempre igual em todos os casos; algumas ficam compactas e com pouco citoplasma em redor do núcleo,outras ficam compactas e com pouco citoplasma em redor do núcleo, outras revelam-se maiores que o normal sugerindo o aspecto global de um verdadeiro tipo de metaplasia. Nas Distrofias corneanas endoteliais por definição existem condições hereditárias que não se manifestam no momento do nascer e a expressão somática de gene patológico aparece usualmente mais tarde. Em outros casos quandonão há nenhuma anormalidade hereditária ou genética aparente, elas possuem uma morfologia própria e progridem lentamente sem vascularização.

#### Disfunção endotelial e a Hipertensão arterial
Existem diversos mecanismos envolvidos na disfunção endotelial associados à hipertensão arterial, que estão relacionados ao tipo e à duração da mesma, assim como a região vascular investigada. Entre esses mecanismos destacam-se:
- A diminuição da liberação de fatores de relaxamento derivados do endotélio: NO, Fator de Relaxamento Dependente do Endotélio (EDHF) e a prostaciclina;

- Delimitação da biodisponibilidade desses fatores, principalmente NO, por inativação oxidativa disfunção nas vias de transdução dos sinais dos fatores de relaxamento endoteliais;

- A restrição da sensibilidade da musculatura lisa vascular aos fatores de relaxamento;

- E o aumento da produção de fatores de contração produzidos pelo endotélio: endotelina-1, PGH2, tromboxano A2, e/ ou ânions superóxido.

A administração de ET-1(Endotelina-1) provoca efeito hipotensor inicial transitório, relacionado com a ativação de receptores ETB, localizados nas células endoteliais, que modulam a síntese de NO e prostaciclina. Segue-se a vasoconstrição e um aumento significativo e sustentado da pressão arterial, consequente à ativação de receptores ETA das células musculares lisas vasculares. Esse efeito é dependente da dose e apresenta potência muito maior que a de qualquer outro hormônio vasoconstritor. Por outro lado, a ET-1 estimula a secreção de noradrenalina e inibe a secreção de renina, a atividade da NA+/K+-ATPase e a ação da vasopressina no rim. Essas ações, em adição à ação vasodilatadora via receptores ETB nas células endoteliais, podem contribuir para o efeito inicial de redução da pressão arterial.